# Laredo Heat

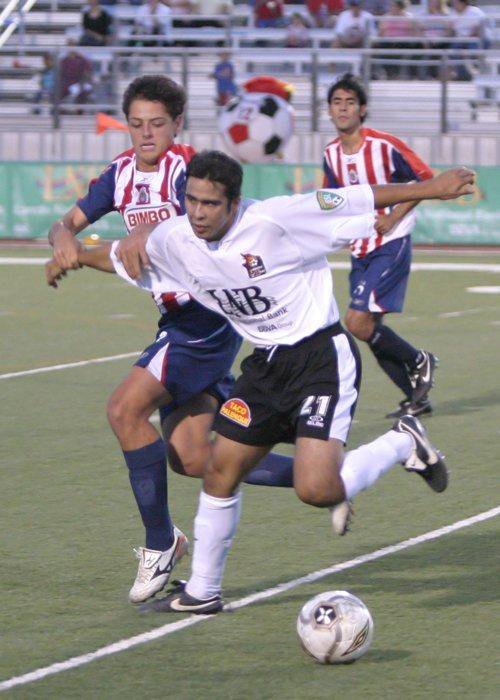
"Chicharito" jugó ante el Laredo Heat Soccer Club el 24 de mayo del 2006 cuando formaba parte de las Chivas Rayadas del Guadalajara.

El Laredo Heat es un equipo de fútbol de los Estados Unidos que juega en la National Premier Soccer League.
Fue fundado en el año 2004 en la ciudad de Laredo, Texas como un equipo de expansión en la National Premier Soccer League, aunque en ese año solo jugaron 8 partidos de exhibición, de los cuales solo ganaron 2.
Su primera temporada en la National Premier Soccer League fue la del 2005, ganando su primer partido oficial 3-0 ante el Austin Lightning en una temporada en la que llegaron a la final de división y la perdieron ante El Paso Patriots.
En el 2006 consiguieron su primer título divisional, y llegaron a la final de la National Premier Soccer League, en la cual cayeron ante el Michigan Bucks y también jugaron por primera vez en la US Open Cup, siendo eliminados en la primera ronda. Para la temporada 2007 retuvieron el título divisional y volvieron a llegar a la final nacional para volver a enfrentarse al Michigan Bucks en la primera ocasión que una final de la cuarta división se repetía en años consecutivos; aunque en esta ocasión la historia sería diferente, con triunfo para el Heat 4-3 en penales tras quedar 0-0 en el periodo regular, en el que Felix García anotó el penal de la victoria.
Desde entonces han sido uno de los equipos protagonistas en la liga, donde constantemente pelean en los primeros lugares de su división y regularmente clasifican a los playoffs de la National Premier Soccer League.

## Estadios
- Veterans Field; Laredo, Texas (2004)
- The Student Activity Center; Laredo, Texas (2005–2007)
- Texas A&M International University Soccer Complex; Laredo, Texas (2008–)

## Entrenadores
- Lance Noble (2004)
- Eddie Silva (2004)
- Eleazar Jepson (2005)
- Israel Collazo (2006–2011)
- Fernando Hernández (2012–)

## Jugadores

### Jugadores destacados
- Armando Begines, jugó para Chivas USA y Querétaro FC
- Roy Lassiter, jugó para LD Alajuelense, DC United, Miami Fusion y Kansas City Wizards, así como mundialista con Estados Unidos en Francia 1998[1]
- Lexton Moy, jugó para Filipinas
- Yaikel Pérez, jugó para Cuba
- Javier Santana, jugó en el FC Tuggen y con República Dominicana